# Междущатска магистрала 75
Междущатска магистрала 75 (Interstate 75, съкратено I-75) е междущатска магистрала в среднозападните и югоизточните щати на САЩ. Общата дължина е 1786,47 мили (2785,04 км). Преминава през шест щата. Втората най-дълга междущатска магистрала юг-север след I-95.
| Щат      | мили    | км      |
| -------- | ------- | ------- |
| Флорида  | 470,88  | 757,81  |
| Джорджия | 355,11  | 571,49  |
| Тенеси   | 161,86  | 260,49  |
| Кентъки  | 191,78  | 308,64  |
| Охайо    | 211,3   | 340     |
| Мичиган  | 395,54  | 636,56  |
| Общо     | 1786,47 | 2875,04 |

|  | Тази страница частично или изцяло представлява превод на страницата Interstate 75 в Уикипедия на английски. Оригиналният текст, както и този превод, са защитени от Лиценза „Криейтив Комънс – Признание – Споделяне на споделеното“, а за съдържание, създадено преди юни 2009 година – от Лиценза за свободна документация на ГНУ. Прегледайте историята на редакциите на оригиналната страница, както и на преводната страница, за да видите списъка на съавторите. ВАЖНО: Този шаблон се отнася единствено до авторските права върху съдържанието на статията. Добавянето му не отменя изискването да се посочват конкретни източници на твърденията, които да бъдат благонадеждни. |